# Дрезен, Андреас
Андре́ас Дре́зен (нем. Andreas Dresen; род. 16 августа 1963, Гера) — немецкий кинорежиссёр, призёр многочисленных мировых кинофестивалей.

## Биография
Дрезен родился в ГДР в городе Гере (современная Тюрингия) в семье режиссёра Адольфа Дрезена. С 1979 года он начал снимать любительские фильмы, позднее стажировался на студии DEFA и работал ассистентом восточногерманского режиссёра Райша. В 1986—1991 годах Дрезен обучался в Академии кино и телевидения имени Конрада Вольфа в Потсдаме.
Дебютный полнометражный фильм Дрезена «Спокойная страна» вышел в 1992 году. В 1999 году фильм «Ночные образы» попал в конкурсную программу 49-го Берлинского международного кинофестиваля и получил серебряного медведя лучшему актёру. Трагикомедия «Гриль-бар „На полпути“» также была показана на Берлинском фестивале (2002 год) и удостоена Гран-при жюри. Фильм 2011 года «Остановка на перегоне» о семье, глава которой умирает от рака, разделил победу в программе «Особый взгляд» Каннского кинофестиваля. Фильм «Когда мы мечтали» участвовал в основном конкурсе 65-го Берлинского кинофестиваля.
Вышедший в 2018 году биографический фильм «Гундерман» о судьбе восточногерманского автора-исполнителя Герхарда Гундермана стал триумфатором национальной кинопремии Deutscher Filmpreis, получив десять номинаций и победив в шести, в том числе за лучший фильм и лучшую режиссуру.
В 2006 году удостоен приза армянской ассоциации кинокритиков и журналистов за фильм «Лето в Берлине» Ереванского кинофестиваля.
В 2013 году Дрезен вошёл в состав жюри 63-го Берлинского кинофестиваля.
Среди любимых режиссёров Дрезена — Кен Лоуч и Майк Ли. Режиссёрская манера Дрезена сближает его фильмы с документальным кино, он часто использует непрофессиональных актёров и полагается на импровизацию.

## Фильмография
- Спокойная страна / Stilles Land (1992)
- Das andere leben des Herrn Kreins / Другая жизнь господина Крейнса[a] (1994, Телеспектакль)
- Прочь из своей кожи / Raus aus der Haut (1997, ТВ)
- Ночные образы / Nachtgestalten (1999)
- Женщина-полицейский / Die Polizistin (2000, ТВ)
- Гриль-бар «На полпути» / Halbe Treppe (2002)
- Вилленброк / Willenbrock (2005)
- Лето на балконе / Sommer vorm Balkon (2005)
- На девятом небе / Wolke Neun (2008)
- Виски с водкой / Whisky mit Wodka (2009)
- Остановка на перегоне / Halt auf freier Strecke (2011)
- Когда мы мечтали / Als wir träumten
- Тим Талер, или Проданный смех / Timm Thaler oder Das verkaufte Lachen (2017)
- Гундерман (2018)
- Рабийе Курназ против Джорджа Буша (2022)
- От Хильды с любовью (2024)

### Комментарии
1. ↑  Адаптация пьесы Душана Ковачевича «Профессионал»[5]